# Joško Tomičić
Joško Tomičić (Zagvozd, 18. lipnja 1968. – 8. prosinca 2000.), bio je hrvatski pjevač.

## Životopis
Joško Tomičić rodio se je u Zagvozdu 1968. godine. Osnovnu školu završio je u rodnom mjestu, dok je srednju školu završio dijelom u Zagvozdu, a dijelom u Danskoj. 1983. godine odlazi u Dansku. 1991. godine dolazi natrag u Hrvatsku, gdje je počela njegova glazbena karijera. 1994. godine s pjesmom Pjesmo moja, moja ljubavi nastupio je prvi i posljednji puta na Skalinadi. 1996. godine izlazi njegov prvi album Plava kosa, crno vino, 1998. godine izlazi njegov drugi album Vrata raja a 2000. godine izlazi njegov treći i posljednji album Zlatna Ribica. 
Poginuo je 8. prosinca 2000. godine u 32. godini života, na Ličkoj magistrali, na cesti između Udbine i Korenice kod mjesta Jošani kao suvozač.

## Diskografija
- Plava kosa crno vino (1996.)
- Vrata raja (1998.)
- Zlatna ribica (2000.)

## Vanjske poveznice
- Tanja Šimundić-Bendić i Rikard Marušić, Gripe: Zvjezdana noć za Joška Tomičića, Slobodna Dalmacija, 3. veljače 2001.